# Migracija živali
Migracija živali je koordiniran, običajno sezonski premik osebkov živali na razmeroma dolge razdalje. To je najpogostejša oblika migracije v ekologiji. Najdemo ga v vseh večjih živalskih skupinah, vključno s pticami, sesalci, ribami, plazilci, dvoživkami, žuželkami in raki. Vzrok za selitev je lahko lokalno podnebje, lokalna razpoložljivost hrane, letni čas ali parjenje.
Premikanje živali mora biti letni ali sezonski pojav ali velika sprememba habitata kot del njihovega življenja, da se šteje za pravo selitev in ne le za lokalno klatenje ali izbruh. Zgled za letni dogodek so ptice severne poloble, ki se selijo na jug za zimo ali gnuji, ki se vsako leto selijo na sezonsko pašo. Zgled za veliko spremembo habitata pa so denimo mladice atlantskega lososa ali morske minože, ki zapustijo reko svojega rojstva, ko dosežejo velikost nekaj centimetrov. Tudi nekatere tradicionalne oblike človeških migracij ustrezajo temu vzorcu.
Migracije je mogoče preučevati z uporabo tradicionalnih identifikacijskih oznak, kot so ptičji obročki, pa tudi spremljati neposredno z elektronskimi sledilnimi napravami. Preden so selitve živali razumeli, so bile oblikovane folklorne razlage o pojavu in izginotju nekaterih vrst, na primer, da so iz beloličnih gosi zrasle gosje školjke (Pollicipes pollicipes)..

## Pregled

### Koncept
Migracija ima lahko zelo različne oblike pri različnih vrstah in ima različne vzroke. Kot taka ni enostavne sprejete definicije migracije. Ena izmed najpogosteje uporabljenih definicij, ki jo je predlagal zoolog J.S. Kennedy, je
 Selitveno vedenje je vztrajno in poravnano gibanje, ki ga povzročijo lastni gibalni napori živali ali njeno aktivno vkrcanje v vozilo. Od nekaterih je odvisna neka začasna inhibicija odzivov pri ohranjanju postaje, ampak spodbuja njihovo končno dezinhibicijo in ponovitev.
Migracija zajema štiri povezane koncepte: vztrajno naravnost; preselitev posameznika v večjem obsegu (tako v prostoru kot v času) kot njegove običajne vsakodnevne dejavnosti; sezonsko premikanje populacije sem ter tja med dvema območjema; in gibanje, ki vodi k prerazporeditvi posameznikov znotraj populacije. Migracija je lahko obvezna, kar pomeni, da se morajo posamezniki preseliti, ali neobvezna, kar pomeni, da  posamezniki lahko "izberejo" za selitev ali ne. Znotraj selitvene vrste ali celo znotraj posamezne populacije se pogosto ne selijo vsi posamezniki. Popolna migracija je, ko se vsi posamezniki selijo, delna migracija je, ko nekateri posamezniki migrirajo, medtem ko drugi ne, in diferencialna migracija je, ko razlika med selitvenimi in nemigratornimi posamezniki temelji na opaznih značilnostih, kot sta starost ali spol. Nepravilne (neciklične) migracije, kot so izbruhi, se lahko pojavijo pod pritiskom lakote, prenaseljenosti kraja ali kakšnega bolj nejasnega vpliva.

### Sezonskost
Sezonska selitev je premikanje različnih vrst iz enega habitata v drugega med letom. Razpoložljivost virov se spreminja glede na sezonska nihanja, ki vplivajo na vzorce selitve. Nekatere vrste, kot je pacifiški losos, se selijo, da se razmnožujejo; vsako leto plavajo proti toku, da se parijo in se nato vrnejo v ocean. Temperatura je gonilni dejavnik migracije, ki je odvisna od letnega časa. Številne vrste, zlasti ptice, se pozimi selijo v toplejše kraje, da bi se izognile slabim okoljskim razmeram.

### Cirkadianost
Cirkadiana selitev je, kjer ptice uporabljajo cirkadiani ritem za uravnavanje selitve tako jeseni kot spomladi. Pri cirkadiani selitvi se ure tako cirkadianega (dnevnega) kot cirkadianega (letnega) vzorca uporabljajo za določanje orientacije ptic v času in prostoru, ko se selijo z enega cilja na drugega. Ta vrsta selitve je ugodna pri pticah, ki pozimi ostanejo blizu ekvatorja, omogoča pa tudi spremljanje slušnega in prostorskega spomina ptičjih možganov, da si zapomni optimalno mesto selitve. Te ptice imajo tudi časovne mehanizme, ki jim zagotavljajo razdaljo do cilja.

### Plimovanje
Migracija plimovanja je uporaba plimovanja s strani organizmov za občasno premikanje iz enega habitata v drugega. Ta vrsta selitve se pogosto uporablja za iskanje hrane ali parov. Plimovanje lahko prenaša organizme vodoravno in navpično za le nekaj nanometrov do celo na tisoče kilometrov. Najpogostejša oblika selitve plimovanja je v in iz interplimskega območja med dnevnimi cikli plimovanja. Ta območja so pogosto naseljena z različnimi vrstami in so bogata s hranili. Organizmi, kot so rakovice, gliste in majhne ribe, se gibljejo na teh območjih in iz njih, ko plima narašča in pada, običajno približno vsakih dvanajst ur. Gibanja ciklov so povezana z iskanjem hrane za morske in ptičje vrste. Običajno se med oseko pojavijo manjše ali mlajše vrste, da bi si našle hrano, ker lahko preživijo v plitvi vodi in imajo manj možnosti, da bodo uplenjene. Med plimovanjem je mogoče najti večje vrste zaradi globljega dviganja vode in hranil zaradi plimovanja. Migracijo plimovanja pogosto olajšajo oceanski tokovi.

### Dnevnost
Medtem ko se večina migracijskih premikov zgodi v letnem ciklu, so tudi nekatera dnevna gibanja opisana kot migracija. Številne vodne živali opravijo navpično selitev, ki potuje nekaj sto metrov navzgor in navzdol po vodnem stolpcu, medtem ko nekatere meduze dnevno selijo nekaj sto metrov v horizontalni smeri.

## Vzroki za migracije
- tekmovanje za hrano
- iskanje ustreznih skrivališč
- iskanje partnerjev za razmnoževanje ali iskanje krajev za gnezdenje.

Z migracijo osebki povečujejo svoje možnosti za preživetje, razplod in razvoj. Na drugi strani migracija negativno vpliva na osebke, zmanjšuje njihovo telesno kondicijo, povečuje njihovo ogroženost pred plenilci in zajedavci. Migracija vpliva tudi na nekatere značilnosti populacije, kot so: številčnost, rodnost in prostorsko strukturo.

## Po skupinah živali
Različne vrste živali se selijo na različne načine.

### Ptice
Približno 1800 od 10.000 vrst ptic na svetu vsako leto migrira na velike razdalje kot odziv na letni čas. Mnoge od teh selitev potekajo v smeri sever-jug, pri čemer se vrste poleti prehranjujejo in gnezdijo na visokih severnih zemljepisnih širinah, pozimi pa se premaknejo več sto kilometrov proti jugu. Nekatere vrste razširijo to strategijo na letno selitev med severno in južno poloblo. Polarna čigra ima najdaljšo selitveno pot od vseh ptic: vsako leto odleti iz svojih arktičnih gnezdišč na Antarktiko in nazaj, na razdalji najmanj 19.000 km, kar ji daje dve poletji vsako leto.
Selitev ptic je nadzorovana predvsem z dolžino dneva, kar signalizirajo hormonske spremembe v ptičjem telesu. Med selitvijo se ptice orientirajo z več čutili. Mnoge ptice uporabljajo sončni kompas, zaradi česar morajo kompenzirati spremembo položaja sonca glede na čas dneva. Navigacija vključuje tudi zmožnost zaznavanja magnetnega polja.

### Ribe
Večina ribjih vrst je sorazmerno omejenih v svojem gibanju, ostajajo na enem samem geografskem območju in opravljajo kratke selitve za prezimovanje, drstitev ali prehranjevanje. Nekaj sto vrst se seli na velike razdalje, v nekaterih primerih na tisoče kilometrov. Približno 120 vrst rib, vključno z več vrstami lososa, se seli med slano in sladko vodo (so »diadromne«).
Krmne ribe, kot sta sled in kapelan (Mallotus villosus), se selijo po večjih delih severnega Atlantskega oceana. Kapelan se na primer drsti okoli južne in zahodne obale Islandije; njegove ličinke se premikajo v smeri urinega kazalca okoli Islandije, medtem ko ribe plavajo proti severu proti otoku Jan Mayen, da se nahranijo in se vrnejo na Islandijo vzporedno z vzhodno obalo Grenlandije.
V 'poletu sardin' se milijarde južnoafriških sardel Sardinops sagax drsti v hladnih vodah ob rtu Agulhas in se med majem ter julijem premikajo proti severu vzdolž vzhodne obale Južne Afrike.

### Žuželke
Nekatere krilate žuželke, kot so kobilice in nekateri metulji ter kačji pastirji, se kot močni letalci selijo na velike razdalje. Med kačjimi pastirji so vrste iz rodov Libellula in Sympetrum znane po množičnih migracijah, medtem ko Pantala flavescens, znan kot potujoči jadralec, opravi najdaljši oceanski prehod med žuželkami: med Indijo in Afriko. Izjemoma so roji puščavskih kobilic (Schistocerca gregaria) oktobra 1988 poleteli proti zahodu čez Atlantski ocean 4500 kilometrov z izkoriščanjem zračnih tokov v medtropskem konvergenčnem območju.
Pri nekaterih selitvah metuljev, kot sta monarh (Danaus plexippus plexippus) in osatnik (Vanessa cardui), noben posameznik ne dokonča celotne selitve. Namesto tega se metulji parijo in razmnožujejo med selitvijo, naslednje generacije pa nadaljujejo pot.

### Sesalci
Nekateri sesalci se lotijo izjemnih selitev; severni jeleni imajo eno najdaljših kopenskih migracij na svetu, saj v Severni Ameriki prehodijo kar 4868 kilometrov na leto. Sivi volkovi pa se tekom enega leta največ premikajo. En sivi volk je prehodil skupno letno razdaljo 7247 kilometrov.
Množična selitev se pojavlja pri sesalcih, kot je 'velika migracija' v Serengetiju, letni krožni vzorec gibanja z okoli 1,7 milijona gnujev in na stotine tisoč osebkov druge velike divjadi, vključno z gazelami in zebrami. Več kot 20 takih vrst se ukvarja ali se je uporabljalo za množične migracije. Od teh selitev so selitve skokonoge gazele, črnega gnuja (Connochaetes gnou), antilope vrste Damaliscus pygargus phillipsi, saharskega oriksa (Oryx dammah) in kulana (Equus hemionus kulan) prenehale. Pri nekaterih netopirjih se pojavljajo selitve na velike razdalje – predvsem množična selitev mehiškega prostorepega netopirja (Tadarida brasiliensis) med Oregonom in južno Mehiko. Migracija je pomembna pri kitih, vključno s kitovcem (Rhincodon typus), delfini in pliskavkami; nekatere vrste prepotujejo velike razdalje med območji, kjer se prehranjujejo in kjer se razmnožujejo.
Ljudje smo sesalci, toda človeška migracija, kot je običajno opredeljena, pomeni, da posamezniki pogosto trajno spremenijo svoje prebivališče, kar se ne ujema s tukaj opisanimi vzorci. Izjema so nekateri tradicionalni selitveni vzorci, kot je selitev, pri kateri se pastirji in njihove živali sezonsko gibljejo med gorami in dolinami, ter sezonsko gibanje nomadov.

### Druge živali
Med plazilci se odrasle morske želve selijo na velike razdalje, da se razmnožijo, tako kot nekatere dvoživke. Tudi morske želve, ki so se izlegle, izstopijo iz podzemnih gnezd, se odplazijo v vodo in plavajo po gladini, da dosežejo odprto morje. Mlade orjaške črepahe (Chelonia mydas) za navigacijo uporabljajo zemeljsko magnetno polje.
Selijo se nekateri raki, kot je večinoma kopenski rdeči rak Božičnega otoka (Gecarcoidea natalis), ki se vsako leto množično seli. Tako kot drugi raki dihajo s škrgami, ki morajo ostati mokre, zato se izogibajo neposredni sončni svetlobi in kopljejo jame, da bi se zaščitili pred soncem. Parijo se na kopnem v bližini svojih rovov. Samice dva tedna inkubirajo svoja jajčeca v svojih trebušnih vrečkah. Nato se vrnejo v morje, da izpustijo svoja jajčeca ob plimi v zadnji lunini četrtini. Ličinke preživijo nekaj tednov na morju in se nato vrnejo na kopno.

## Sledenje migracijam
Znanstveniki preučujejo selitve živali s sledenjem njihovega gibanja. Živali so tradicionalno spremljali z identifikacijskimi oznakami, kot so ptičji obročki. Vendar pa na ta način ni možno pridobiti nobenih podatkov o poti med zaporednimi ulovi in znova odkrit je le majhen delež označenih osebkov. Bolj priročne so torej elektronske naprave, kot so ovratnice za radijsko sledenje, ki jih je možno odčitavati z radijskimi sprejemniki – bodisi ročnimi, nameščenimi v vozilu ali letalu, ali satelitsko. GPS sledenje omogoča natančno beleženje položaja v rednih intervalih, vendar so naprave neizogibno težje in dražje od tistih brez GPS-a. Tehnologija, primerna za majhne ptice, ki ne morejo nositi težjih naprav, je geolokator, ki beleži raven svetlobe, ko ptica leti, za analizo ob ponovnem ulovu. Obstaja možnost za nadaljnji razvoj sistemov za sledenje majhnim živalim po vsem svetu.
Oznake za radijsko sledenje se lahko namesti tudi na žuželke, vključno z kačjimi pastirji in čebelami.